# Eunica phasis
Eunica phasis är en fjärilsart som beskrevs av Felder 1862. Eunica phasis ingår i släktet Eunica och familjen praktfjärilar. Inga underarter finns listade i Catalogue of Life.